# Dallas-Fort Worth Film Critics Association Award per la miglior fotografia
Il Dallas-Fort Worth Film Critics Association Award per la miglior fotografia (Dallas–Fort Worth Film Critics Association Award for Best Cinematography) è una categoria di premi assegnata dalla Dallas-Fort Worth Film Critics Association per la miglior fotografia dell'anno. 

## Vincitori e candidati
I vincitori sono indicati in grassetto.

### Anni 1990
- 1990: Dean Semler - Balla coi lupi (Dances with Wolves)
- 1991: Robert Richardson - JFK - Un caso ancora aperto (JFK)
- 1992: Jack N. Green - Gli spietati (Unforgiven)
- 1993: Janusz Kamiński - Schindler's List - La lista di Schindler (Schindler's List)
- 1994: Roger Deakins - Le ali della libertà (The Shawshank Redemption) a pari merito con John Toll - Vento di passioni (Legends of the Fall)
- 1995: John Toll - Braveheart - Cuore impavido (Braveheart)
- 1996: John Seale - Il paziente inglese (The English Patient)
- 1997: Russell Carpenter - Titanic
- 1998: Janusz Kamiński - Salvate il soldato Ryan (Saving Private Ryan)
- 1999: Robert Richardson - La neve cade sui cedri (Snow Falling on Cedars)

### Anni 2000
- 2000: Peter Pau - La tigre e il dragone (臥虎藏龍i)

- 2001: Andrew Lesnie - Il Signore degli Anelli - La Compagnia dell'Anello (The Lord of the Rings: The Fellowship of the Ring)

- 2002: Edward Lachman - Lontano dal paradiso (Far from Heaven)

- 2003: Andrew Lesnie - Il Signore degli Anelli - Il ritorno del re (The Lord of the Rings: The Return of the King)

- 2005
  1. Rodrigo Prieto - I segreti di Brokeback Mountain (Brokeback Mountain)
  2. Emmanuel Lubezki - The New World - Il nuovo mondo (The New World)

- 2006
  1. Dean Semler - Apocalypto
  2. Rodrigo Prieto - Babel a pari merito con Emmanuel Lubezki - I figli degli uomini (Children of Men)

- 2007: Roger Deakins - L'assassinio di Jesse James per mano del codardo Robert Ford (The Assassination of Jesse James by the Coward Robert Ford)

- 2008
  1. Wally Pfister - Il cavaliere oscuro (The Dark Knight)
  2. Claudio Miranda - Il curioso caso di Benjamin Button (The Curious Case of Benjamin Button)

- 2009
  1. Andrew Lesnie - Amabili resti (The Lovely Bones)
  2. Barry Ackroyd - The Hurt Locker

### Anni 2010
- 2010
  1. Anthony Dod Mantle ed Enrique Chediak - 127 ore (127 Hours)
  2. Wally Pfister - Inception

- 2011
  1. Emmanuel Lubezki - The Tree of Life
  2. Janusz Kamiński - War Horse

- 2012
  1. Claudio Miranda - Vita di Pi (Life of Pi)
  2. Roger Deakins - Skyfall

- 2013
  1. Emmanuel Lubezki - Gravity
  2. Sean Bobbitt - 12 anni schiavo (12 Years a Slave)

- 2014
  1. Emmanuel Lubezki - Birdman (Birdman or (The Unexpected Virtue of Ignorance))
  2. Hoyte van Hoytema - Interstellar

- 2015
  1. Emmanuel Lubezki - Revenant - Redivivo (The Revenant)
  2. Edward Lachman - Carol

- 2016
  1. Linus Sandgren - La La Land
  2. Rodrigo Prieto - Silence

- 2017
  1. Dan Laustsen -  La forma dell'acqua - The Shape of Water (The Shape of Water)
  2. Roger Deakins -  Blade Runner 2049

- 2018
  1. Alfonso Cuarón - Roma
  2. Robbie Ryan - La favorita (The Favourite)

- 2019
  1. Roger Deakins -  1917
  2. Hong Kyung-pyo -  Parasite (Gisaengchung)

### Anni 2020
- 2020
  1. Joshua James Richards - Nomadland
  2. Erik Messerschmidt - Mank
- 2021[1]
  1. Greig Fraser - Dune
  2. Ari Wegner - Il potere del cane (The Power of the Dog)
- 2022[2]
  1. Russell Carpenter - Avatar - La via dell'acqua (Avatar: The Way of Water)
  2. Claudio Miranda - Top Gun: Maverick e Greig Fraser - The Batman (ex aequo)

- 2023[3]
  1. Hoyte van Hoytema – Oppenheimer
  2. Rodrigo Prieto – Killers of the Flower Moon

- 2024[4]
  1. Greig Fraser – Dune - Parte due (Dune: Part Two)
  2. Lol Crawley – The Brutalist